# Moisés Jinich
Moisés Jinich Brook (Cidade do México, 15 de dezembro de 1927 - Mérida, 2 de março de 2015) foi um futebolista mexicano que atuava como atacante.

## Carreira
Moisés Jinich fez parte do elenco da Seleção Mexicana de Futebol, na Copa do Mundo de 1954.